# Урбаноним
Урбаноними су географски називи који се односе на градска насеља.
Деле се на:
- астиониме (називи градских насеља)
- агорониме (називи градских тргова)
- градске хорониме (називи градских целина и квартова)
- ходониме (називи улица)